# Quattro buone giornate
Quattro buone giornate (Four Good Days) è un film del 2020 diretto da Rodrigo García.
Il film, con protagoniste Mila Kunis e Glenn Close, è l'adattamento cinematografico dell'articolo del 2016 How's Amanda? A story of truth, lies and an American addiction, scritto da Eli Saslow per il Washington Post.

## Trama
Molly, tossicodipendente da diversi anni, si presenta a casa della madre chiedendole ospitalità. Deb, la madre, decide di non assecondare la richiesta della figlia perché stanca delle sue ricadute e dei suoi furti in casa per procurarsi la droga.
Grazie alle insistenze della figlia, però, Deb si convincerà della buona fede della ragazza. 
Dopo il breve ricovero in clinica riabilitativa a Molly viene offerta la possibilità di ricevere un'iniezione che le permetterà di non sentire il bisogno di drogarsi per almeno un mese. L'iniezione, però, sarà senza effetti collaterali solo se Molly sarà priva di droga nell'organismo, cosa che accadrà in circa altri quattro giorni.
La madre offre ospitalità alla figlia per quelli che saranno quattro estenuanti ma costruttivi giorni.

## Produzione
Le riprese del film sono iniziate a Los Angeles nel settembre 2019.

## Promozione
Il primo trailer del film è stato diffuso il 18 marzo 2021.

## Distribuzione
La pellicola è stata presentata al Sundance Film Festival 2020 il 25 gennaio e distribuita limitatamente nelle sale cinematografiche statunitensi dal 30 aprile 2021 e successivamente on demand dal 21 maggio dello stesso anno. In Italia è stato distribuito in streaming nell'ottobre 2021.

## Riconoscimenti
- 2022 - Premio Oscar[7]
  - Candidatura per la migliore canzone originale a Diane Warren per Somehow You Do